# Ружицкий, Александр Антонович
Александр Антонович Ружицкий (укр. Олександр Антонович Ружицький; 4 января 1938, с. Малышевка, Казатинский район, Винницкая область, УССР — 18 января 2017, Черкассы, Украина) — советский партийный и государственный деятель, первый секретарь Черкасского областного комитета КП Украины (1988—1991). Председатель Черкасского областного Совета народных депутатов (1990—1991).

## Биография
В 1960 г. окончил Уманский сельскохозяйственный институт, работал главным агрономом колхоза «Октябрь» Николаевской области.
С 1961 г. — на комсомольской работе:
- 1961—1962 гг. — первый секретарь Еланецкого районного комитета ЛКСМУ Николаевской области,
- 1962—1964 гг. — заместитель председателя колхоза имени Ленина Новоодесского района Николаевской области,
- 1964—1965 гг. — секретарь комитета ЛКСМУ Новоодесского производственного колхозно-совхозного управления сельского хозяйства Николаевской области.

С 1965 г.— на партийной работе:
- 1965—1970 гг. — второй секретарь Новоодесского районного комитета КПУ,
- 1970—1975 гг. — первый секретарь Новоодесского районного комитета КПУ,
- 1975—1982 гг. — инспектор в аппарате ЦК КПУ,
- 1982—1988 гг. — второй секретарь Хмельницкого областного комитета КП Украины,
- 1988—1991 гг. — первый секретарь Черкасского областного комитета КП Украины, в 1990—1991 гг. одновременно являлся председателем Черкасского областного Совета народных депутатов.

Член Центральной контрольной комиссии КПСС (1990—1991), член ЦК КПУ.
В марте 1989 . был избран народным депутатом СССР от Звенигородского территориального избирательного округа Черкасской области.
После издания Указа Президиума Верховного Совета Украины «О запрете деятельности Компартии Украины» от 30 августа 1991 г. покинул свою должность первого секретаря областного комитета КПУ.
В 1991—1998 гг. — начальник управления сельского хозяйства Черкасской области. В 1998 г. — руководитель секретариата Черкасского областного совета. До последних лет жизни занимался активной общественной деятельностью.

## Награды и звания
- два ордена Трудового Красного Знамени
- два ордена «Знак Почета»
- юбилейная медаль «25 лет независимости Украины»
- Почётная грамота Президиума Верховного Совета Украинской ССР (1987)
- Отличие Президента Украины (2016)
- Почётная грамота Председателя Верховной Рады Украины (2003)